# Nechí
Nechí là một khu tự quản thuộc tỉnh Antioquia, Colombia. Thủ phủ của khu tự quản Nechí đóng tại Nechí Khu tự quản Nechí có diện tích 914 ki lô mét vuông. Đến thời điểm ngày 28 tháng 5 năm 2005, khu tự quản Nechí có dân số 9463 người.